# Adam Frank
Pour les articles homonymes, voir Frank.
Adam Frank, né le 1er août 1962 au New Jersey, est un astrophysicien, professeur et écrivain américain. Depuis 1996, il est professeur d'astrophysique à l'université de Rochester. Ses recherches se concentrent sur l'astrophysique numérique appliquée à la formation des étoiles et l'évolution de ces dernières.
Il a également écrit des ouvrages de vulgarisation scientifique ainsi que des textes analysant la culture scientifique par rapport à d'autres cultures. Il est cofondateur du blogue Cosmos and Culture de National Public Radio. Il écrit pour diverses publications telles le magazine DISCOVER.

## Jeunesse et formation
Frank est né le 1er août 1962 à Belleville (New Jersey). Il commence ses études universitaires à l'Université du Colorado, puis obtient un PhD de l'Université de Washington. Il fait un post-doctorat à l'Université de Leyde, aux Pays-Bas, puis un autre à l'Université du Minnesota. En 1995, il reçoit la Hubble Fellowship. En 1996, il devient professeur d'astrophysique à l'Université de Rochester. 

## Recherches
Frank fait des recherches dans le domaine de la dynamique des fluides en astrophysique (en). Son équipe de recherche a développé le code AstroBEAR, une méthode basée sur le raffinement de maillage adaptatif et utilisée pour simuler la dynamique des fluides magnétiques dans un contexte astrophysique.